# Radikalismus

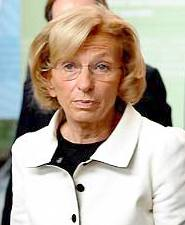
Die ehemalige EU-Kommissarin und ehemalige italienische Außenministerin Emma Bonino von der Radikalen Partei

Als Radikalismus bezeichnet man eine politische Einstellung, die grundlegende Veränderungen an einer herrschenden Gesellschaftsordnung anstrebt. Das Adjektiv „radikal“ ist vom lateinischen radix (Wurzel) abgeleitet und beschreibt das Bestreben, gesellschaftliche und politische Probleme „an der Wurzel“ zu greifen und von dort aus möglichst umfassend, vollständig und nachhaltig zu lösen.

## Begriffsentwicklung
Der Begriff „Radikalismus“ stammt ursprünglich aus der liberalen Freiheits- und Demokratiebewegung des 19. Jahrhunderts und stand lange Zeit als politischer Richtungsbegriff für die bürgerliche Linke (das linksliberale politische Spektrum). Die radikalen Demokraten traten für das allgemeine Wahlrecht, eine konsequente Entmachtung der Kirche und die Republik als Staatsform ein. Besonders in romanischen Ländern (etwa Frankreich und Italien) steht die Bezeichnung auch heute noch für linksliberale und radikaldemokratische Parteien. 
Vor allem im deutschen Sprachraum hat sich im Laufe des 20. Jahrhunderts ein Bedeutungswandel vollzogen, sodass die Bezeichnung im allgemeinen Bewusstsein heute Strömungen jedweder politischen Couleur meinen kann, die ihre Ziele besonders entschieden oder kompromisslos und häufig in Opposition zur herrschenden Ordnung verfolgen. In diesem Sinne spricht man etwa vom Links- oder Rechtsradikalismus.
Im Sprachgebrauch der Staatsschutzbehörden in der Bundesrepublik Deutschland wurde der bis dahin verwendete Begriff „Radikalismus“ seit 1975 endgültig durch den Begriff „Extremismus“ abgelöst. Bezeichnet werden damit äußerste Randpositionen im Verhältnis zur angenommenen Mitte des politischen Spektrums, die eine Ablehnung des demokratischen Verfassungsstaates und in der Regel Gewaltbereitschaft einschließen.

## Liberaler Radikalismus

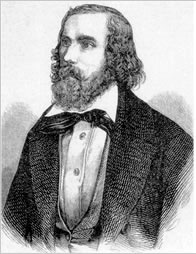
Der radikale Revolutionär von 1848, Friedrich Hecker, neigte teilweise auch zum Sozialismus.

Als „Radikale“ wurden im Europa des 19. und frühen 20. Jahrhunderts die Anhänger des politischen Liberalismus bezeichnet, die sich zum linken Flügel der liberalen Bewegung zählten. Die Bereitschaft, freiheitlich-nationale Ziele im Rahmen einer Revolution gegen restaurative Staatsordnungen unter Umständen auch mit Gewalt durchzusetzen, kann dabei zunächst nicht als besonderes Merkmal gewertet werden, das die Radikalen von anderen liberalen Gruppen unterschieden hätte. Vielmehr zielten alle liberalen Ansätze ursprünglich auf eine nachhaltige Veränderung der politischen Verhältnisse ab. Im Vordergrund standen insbesondere die Forderung nach einer Verfassung (Konstitutionalismus) und die Absage an ein absolutistisches und autokratisches Herrschaftsverständnis.
Wesentliche Unterschiede zwischen den von Anfang an heterogenen Bestandteilen des liberalen Bürgertums kristallisierten sich erst im Laufe der Zeit und von Land zu Land in unterschiedlicher Weise heraus, wobei sich die Radikalen im Wesentlichen durch besonders weit gehende politische Ziele und die Schärfe der Auseinandersetzung von gemäßigteren Liberalen unterschieden. In vielen Fällen lässt sich eine Differenzierung des liberalen Spektrums dieser Zeit insbesondere daran festmachen, ob eine konstitutionelle Monarchie gefordert oder das radikale Ziel Republik (Abschaffung der Monarchie) verfolgt wird.
Generell sahen sich die Liberalen (im deutschsprachigen Raum auch „Freiheitliche“, „Fortschrittliche“ oder „Freisinn“ genannt) seit dem Wiener Kongress in der Opposition gegen die konservative Ordnung der Restaurationszeit und forderten von den Fürsten mehr oder weniger vehement die allgemeinen Freiheitsrechte ein. Zu einer spürbaren Differenzierung innerhalb des liberalen Lagers kam es zum ersten Mal während der Herrschaft des anfänglich selbst der liberalen Bewegung zugerechneten „Bürgerkönigs“ Louis-Philippe in Frankreich, der durch eine bürgerlich-liberale Revolution (Julirevolution von 1830) an die Macht gekommen war, welche das reaktionäre Regime der Bourbonen gestürzt hatte. Das französische Bürgertum zeigte sich aber zunehmend enttäuscht von der Julimonarchie und die Radikalen forderten insbesondere, das Zensuswahlrecht durch ein allgemeines, freies Männerwahlrecht zu ersetzen, und wollten die völlige und sofortige Ablösung der feudalen Grundlasten erreichen. Die Unzufriedenheit der radikaleren Liberalen führte schließlich zur Februarrevolution 1848 und den dadurch ausgelösten revolutionären Umwälzungen in ganz Europa.

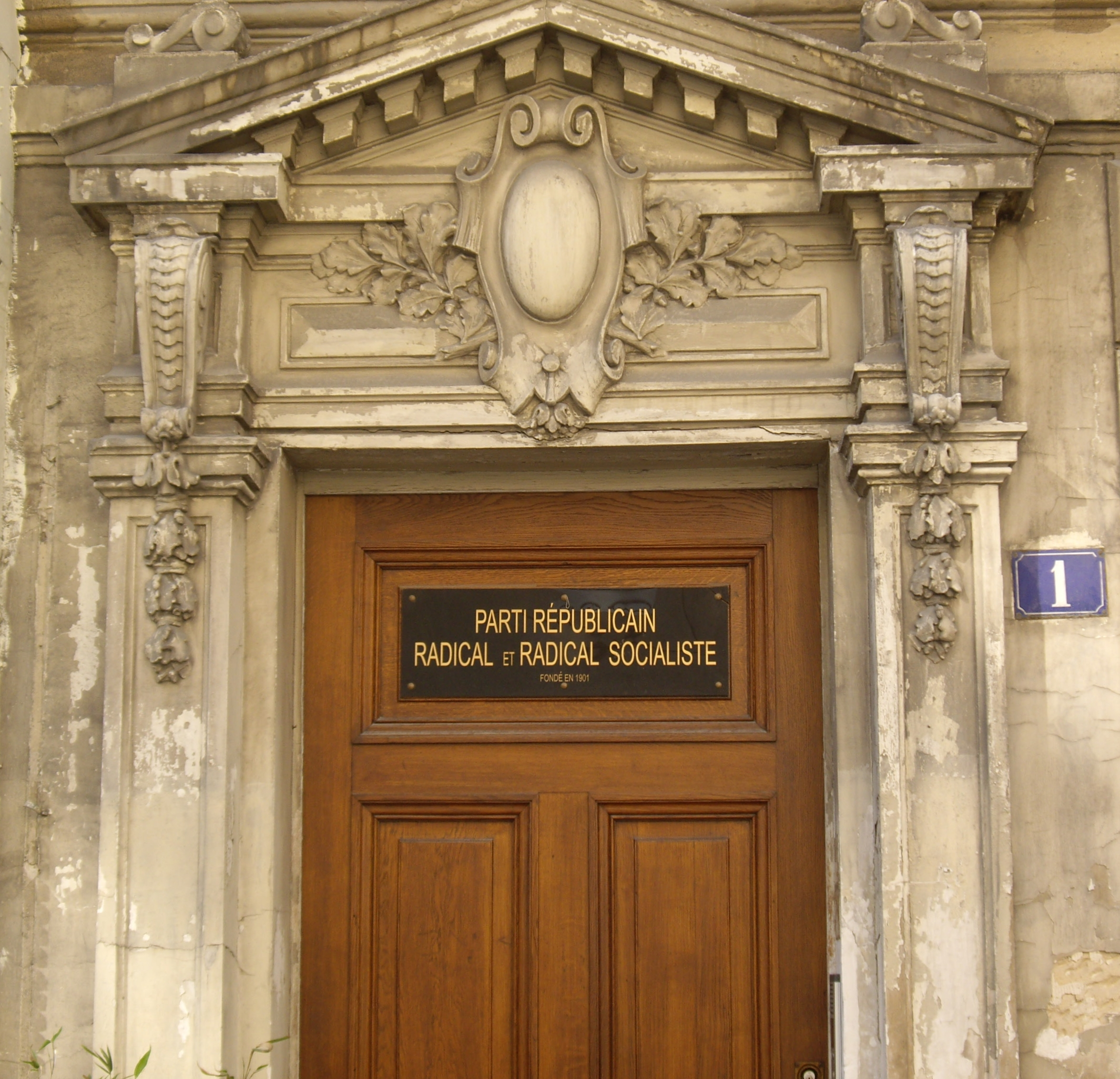
Sitz der „radikalsozialistischen“ liberalen Partei. Nach ihrer Adresse in Paris nennt man sie auch Parti radical valoisien.

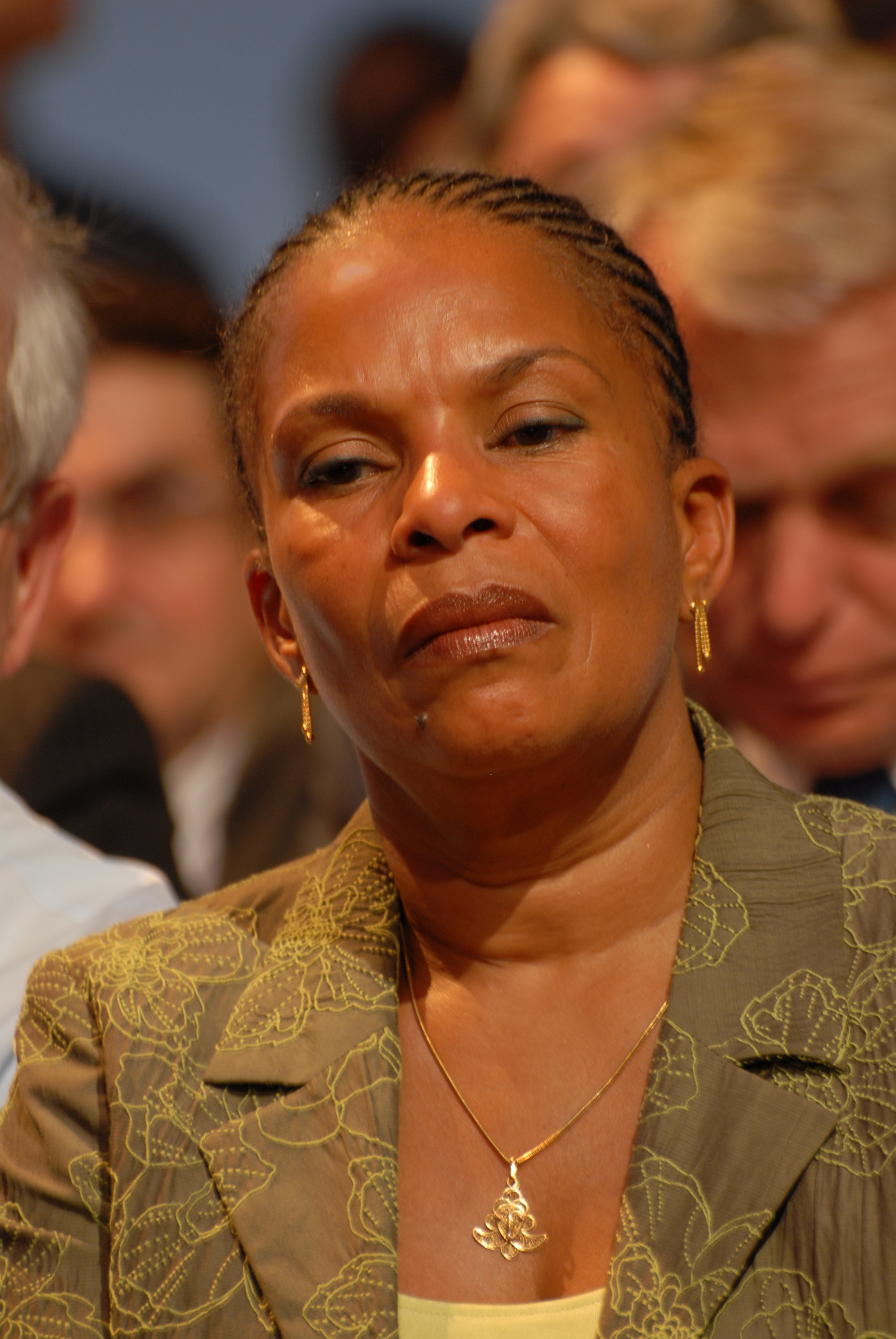
Christine Taubira war 2002 französische Präsidentschaftskandidatin und wurde später auch Vizevorsitzende der kleinen Parti radical du gauche. Die „Linken Radikalen“ gehören dem linken Liberalismus an und hatten sich von der älteren radikalen Partei abgespalten.

„Radikal“ war dieser Flügel der Liberalen also sowohl hinsichtlich seiner Ziele (radikaldemokratisch) als auch der eingesetzten Mittel (Umsturz der Regierungen). Auch für sozialrevolutionäre Tendenzen, die etwa seit 1871 (Pariser Kommune) die politische Diskussion der Linken immer stärker beherrschten, zeigte sich das radikale Spektrum im Allgemeinen offen, wenngleich es im Unterschied zur Arbeiterbewegung und Sozialdemokratie (mit denen die Radikalen häufig Bündnisse eingingen) stets durch seine bürgerliche Herkunft geprägt blieb.
In verschiedenen Kantonen der Schweiz kam es bereits kurz nach der Julirevolution von 1830 zu dezidiert „radikalen“ Umstürzen, der so genannten liberalen „Regeneration“. Gegen den konservativ regierten Kanton Luzern organisierten die Radikalen 1844/45 so genannte Freischarenzüge, um einen gewaltsamen Umsturz herbeizuführen. Nach 1847 wurden die Bezeichnungen „radikal“ und „freisinnig“ bzw. „liberal“ in der Schweiz oft bedeutungsgleich verwendet. In der französischsprachigen Schweiz nennt sich die Freisinnig-Demokratische Partei noch heute Parti radical-démocratique Suisse und wird im Volksmund les radicaux („die Radikalen“) genannt.
Besonders stark ausgeprägt war der Radikalismus in Frankreich, wo er über viele Jahrzehnte in Form der Radikalen Partei die Politik mitbestimmte und zwischen 1900 und 1940 die dominierende politische Kraft war. Auf Grund ihrer Positionierung zwischen Arbeiterbewegung und Konservativen war die Parti radical für Mehrheitsbildungen meist unverzichtbar und daher in verschiedensten politischen Konstellationen an der Regierung beteiligt. Aus einer stark republikanischen, antimonarchistischen und antiklerikalen Tradition kommend, suchten die Radikalen ab dem Jahr 1898 immer wieder erfolgreich Bündnisse mit sozialistischen und kommunistischen Gruppierungen, um ihre Vorstellungen umzusetzen, so etwa die Gesetze zur Trennung von Staat und Kirche 1905 oder in der Volksfront von 1936. Im Gegensatz zu ihren Bündnispartnern, die aus der Arbeiterbewegung kamen, vertrat die Parti radical das radikalliberale Bürgertum, eine Strömung die in Frankreich auf eine wesentlich stärkere Tradition zurückblickt als etwa im deutschsprachigen Raum.
In katholisch geprägten Ländern wie beispielsweise Spanien (Partido Progresista) oder Chile (Partido Radical), in denen die Kirche als Grundpfeiler der konservativen Gesellschaftsordnung fungierte, stand der radikale Flügel der (insgesamt ohnehin laizistisch geprägten) liberalen Bewegung für einen besonders starken Antiklerikalismus.
In Deutschland waren radikaldemokratische und frühsozialistische Revolutionäre 1848 besonders stark in Baden vertreten. Später nannte man den linken Flügel der Liberalen im Unterschied zu den Nationalliberalen ausdrücklich Radikalliberale. Als solche verstanden sich die in der Deutschen Volkspartei, später der Deutschen Freisinnigen Partei gebündelten demokratisch-republikanischen Kräfte des Kaiserreichs.
Die weitgehende Verwirklichung wichtiger radikaler Ziele wie der Trennung von Staat und Kirche sowie die Ablösung des kritischen Bürgertums durch das Arbeiterproletariat als der treibenden Kraft der Gesellschaftsveränderung ab dem letzten Viertel des 19. Jahrhunderts und die generell zunehmende Demokratisierung der politischen Systeme der westlichen Welt in der ersten Hälfte des 20. Jahrhunderts führten zur Eingliederung des liberalen Radikalismus in das etablierte Spektrum der linken Mitte. Die Nivellierung der Unterschiede zwischen Arbeitern und Bürgern als Träger linksoppositioneller Strömungen im Zuge der fortschreitenden Verbürgerlichung der westeuropäischen Mittelstandsgesellschaft in der zweiten Hälfte des 20. Jahrhunderts brachten dann letztlich den Bedeutungswandel des politischen Begriffs „Radikalismus“ mit sich, der heute im deutschsprachigen Raum im Allgemeinen nicht mehr als Bezeichnung einer betont liberalen und demokratischen politischen Gesinnung dient.

## Radikaldemokratische Strömungen
Aus der Verbindung zwischen radikal demokratisch gesinnten bürgerlich-liberalen Kräften und im Sozialismus beheimateten basis- und rätedemokratischen Bestrebungen der politischen Linken entstand im Laufe des 20. Jahrhunderts das im Hinblick auf seine Einordnung relativ offene Attribut „radikaldemokratisch“, das auch heute noch als programmatische Bezeichnung verwendet wird, um das Selbstverständnis von Gruppierungen recht unterschiedlicher politischer Ausrichtung zum Ausdruck zu bringen, die ihr entschieden demokratisches Politikverständnis betonen wollen.
Das Spektrum dieses Begriffs reicht von eindeutig der linksliberalen „radikalen“ Tradition zuzuordnenden Gruppen wie der in der Spätphase der Weimarer Republik entstandenen Radikaldemokratischen Partei bis hin zu Verfechtern eines demokratischen Sozialismus (etwa den JungdemokratInnen/Jungen Linken), die sich heute als radikaldemokratisch verstehen.

## Politischer Radikalismus als Bedrohung
Schon die radikalen Bestrebungen des Liberalismus richteten sich von ihrem ursprünglichen Selbstverständnis her auf einen grundlegenden Umbau, gegebenenfalls sogar einen gewaltsamen Umsturz der bestehenden (undemokratischen) Verhältnisse und galten daher aus Sicht der jeweiligen politischen Machthaber und ihrer konservativen Unterstützer stets als Gefahr für das herrschende politische System.
Mit den Veränderungen der politischen Landschaft ging ein Bedeutungswandel einher, wonach „Radikalismus“ im Sprachgebrauch der meisten Medien heute in einer Grauzone zwischen „Demokratie“ und „Extremismus“ angesiedelt und nicht mehr als Inbegriff einer liberalen und demokratischen politischen Haltung verstanden wird. Ganz im Gegenteil wird der Ausdruck „politisch radikal“ im gängigen, allgemeinen Verständnis sogar als Synonym für eine antidemokratische Einstellung begriffen, die auf eine Abschaffung des bestehenden Systems oder des Rechtsstaates zugunsten eines ideologisch geprägten autoritären oder gar totalitären Gesellschaftssystems zielt. Radikalismus wird demzufolge wiederum als Gefahr angesehen, diesmal aber für die (heute herrschende) demokratische Ordnung. Er kann dabei politisch sowohl links als auch rechts angesiedelt sein oder etwa auch in Form eines politisch-religiösen Fundamentalismus vorliegen.
In Westdeutschland kam der Ausdruck „Radikale“ in diesem Sinne besonders in den 1960er und 1970er Jahren in Gebrauch, als es aus Sicht der Bevölkerungsmehrheit um die Abwehr von marxistisch oder sozialistisch beeinflussten Strömungen ging, die im Rahmen einer linken Radikalopposition – „Linksradikalismus“ – auf einen Umbau des gesellschaftlichen und politischen Systems der Bundesrepublik Deutschland zusteuerten. Derartige „Radikale“ wurden von den im Bundestag vertretenen Parteien und den staatlichen Organen überwiegend als gefährliche, die freiheitliche demokratische Grundordnung der Bundesrepublik bedrohende Kräfte angesehen. Dieses Misstrauen brachte etwa der 1972 beschlossene Radikalenerlass zum Ausdruck.
Gleichzeitig begann man, den Begriff auch auf rechtsgerichtete Gegner der demokratischen Ordnung auszudehnen, und unterschied zwischen „Rechtsradikalen“ und „Linksradikalen“. Bis 1974 verwendete der Verfassungsschutz den Begriff „Radikalismus“ im Sinne von „als verfassungsfeindlich angesehene Bestrebungen“. Danach wurde der Begriff in dieser Bedeutung von dem Ausdruck „Extremismus“ abgelöst.
„Radikalismus“ ist noch immer positiver besetzt als „Extremismus“ und gilt im allgemeinen Empfinden als weniger „bedrohlich“ als Letzterer. Das Attribut „radikal“ kann unter Umständen sogar positiv konnotiert sein und für besondere Konsequenz und Entschiedenheit in der Auswahl und bei der Verfolgung und Umsetzung übergeordneter Ziele stehen. Er wird daher von manchen Gruppierungen, die die bestehende Staats- und/oder Wirtschaftsordnung grundsätzlich kritisieren und verändern wollen, auch als Selbstbezeichnung verwendet. Schon die APO der 68er nahm die seinerzeit abwertende Fremdbezeichnung rasch für sich in Anspruch, wie es etwa in dem auf Demonstrationen skandierten, ironisch-provozierenden Satz zum Ausdruck kommt: Wir sind eine kleine radikale Minderheit. Derartige „Radikale“ sehen ihre eigene (positiv verstandene) Radikalität zumeist in ihren Zielen, nicht aber in ihren Methoden (Umsturz, Gewalt) verortet, während sie das Attribut „extremistisch“ als diskreditierend verstehen und für sich ablehnen.
Radikalreligiöse, vor allem auch radikalislamische Bestrebungen, die letztlich auf den Umsturz der freiheitlich demokratischen Grundordnung und die Errichtung einer Theokratie unter radikaler Ablehnung des im westlichen Denken unter Bezugnahme auf die Aufklärung etablierten kritischen Vernunftbegriffs zielen, bestimmen das Verständnis von Radikalität im Kontext des 21. Jahrhunderts stärker als bisher. Viele Westeuropäer denken bei dem Wort „radikal“ heute anders als noch vor wenigen Jahrzehnten in erster Linie an islamistischen oder generell einen religiös unterlegten Extremismus. Besonders in diesem Kontext hat sich auch das Wort „Radikalisierung“ verbreitet, das den teils schwer erklärlichen Prozess der Übernahme antifreiheitlicher Ideologien durch Mitglieder freier Gesellschaften beschreibt.
Der Philosoph Helmuth Plessner (1892–1985) definiert Radikalismus als „die Überzeugung, daß wahrhaft Großes und Gutes nur aus bewußtem Rückgang auf die Wurzeln der Existenz entsteht; den Glauben an die Heilkraft der Extreme, die Methode, gegen alle traditionellen Werte und Kompromisse Front zu machen. Sozialer Radikalismus ist daher die Opposition gegen das Bestehende, insofern als es immer einen gewissen Ausgleich zwischen den widerstreitenden Kräften der menschlichen Natur einschließt und den Gesetzen der Verwirklichung, dem Zwang des Möglichen, gehorcht.“ Plessner sieht soziale Mechanismen wie Taktgefühl, Diplomatie, Prestige und Zeremoniell als der seelischen Struktur des Menschen angemessen und daher wirkungsvoll zur Aufrechterhaltung einer humanen Gesellschaft; sozialer Radikalismus wird von ihm als „Ethik der Taktlosigkeit“ abgelehnt.

## Definition durch den bundesdeutschen Verfassungsschutz

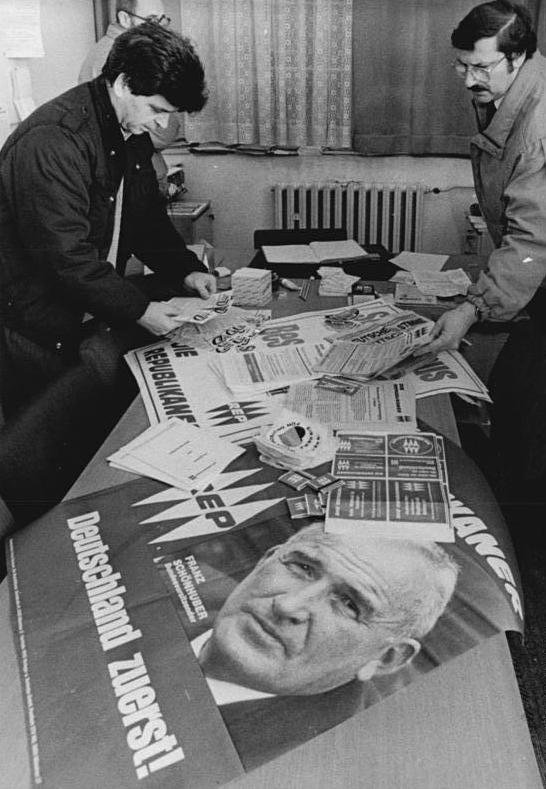
Aus Westdeutschland stammendes, in der DDR beschlagnahmtes „rechtsradikales Werbematerial“ der Republikaner, Leipzig 1990

In der Bundesrepublik Deutschland wurde die Unterscheidung zwischen den Begriffen „radikal“ und „extremistisch“ vor allem durch das Bundesverfassungsgericht und die Verfassungsschutzämter geprägt. Sie hat sich inzwischen auch bei den Trägern der politischen Bildung und in den Schulen weitestgehend durchgesetzt.
In der jungen Bundesrepublik verwendete der deutsche Verfassungsschutz den Begriff „Radikalismus“ noch im Sinne von „als verfassungsfeindlich angesehene Bestrebungen“. In den 1960er und 1970er Jahren wurde diese Bedeutung zunehmend vom Ausdruck „Extremismus“ übernommen. Der neuerliche Bedeutungswandel, in dessen Verlauf die negative Konnotierung des „Radikalismus“ als staatsgefährdende Bestrebung nach und nach überwunden wurde, vollzog sich schrittweise seit den Jahren zwischen 1966 und 1974:

„Bis 1966 bezeichnete das Bundesamt für Verfassungsschutz rechte verfassungswidrige Organisationen als ‚rechtsradikal‘, später galten rechtsextrem und rechtsradikal als synonyme Bezeichnungen. 1974 etablierte sich der Rechtsextremismus als Oberbegriff für verfassungsfeindliche Bestrebungen von Rechts.“

Heute grenzt das deutsche Bundesamt für Verfassungsschutz Radikalismus und Extremismus explizit voneinander ab:

„Als extremistisch werden die Bestrebungen bezeichnet, die gegen den Kernbestand unserer Verfassung – die freiheitliche demokratische Grundordnung – gerichtet sind. Über den Begriff des Extremismus besteht oft Unklarheit. Zu Unrecht wird er häufig mit Radikalismus gleichgesetzt. So sind zum Beispiel Kapitalismuskritiker, die grundsätzliche Zweifel an der Struktur unserer Wirtschafts- und Gesellschaftsordnung äußern und sie von Grund auf verändern wollen, noch keine Extremisten. Radikale politische Auffassungen haben in unserer pluralistischen Gesellschaftsordnung ihren legitimen Platz. Auch wer seine radikalen Zielvorstellungen realisieren will, muss nicht befürchten, dass er vom Verfassungsschutz beobachtet wird; jedenfalls nicht, solange er die Grundprinzipien unserer Verfassungsordnung anerkennt.“

Der auf den essentiellen Unterschied zwischen den Aufgaben des Verfassungsschutzes und der Sozialwissenschaften hinweisende Vorschlag verschiedener Autoren, „das Attribut extremistisch für die Beobachtungsgegenstände der Verfassungsschutzbehörden zu reservieren und die Bezeichnung Radikalismus für das wesentlich breitere sozialwissenschaftliche Betätigungsfeld zu verwenden“, konnte sich bislang nicht durchsetzen.